# اليوم العالمي للطيور المهاجرة
اليوم العالمي للطيور المهاجرة هو حملة توعية سنوية تؤكد على الحاجة إلى الحفاظ على الطيور المهاجرة وموائلها. ويسلط الضوء على التهديدات التي تواجه الطيور عند الهجرة، والأهمية البيئية للطيور، وضرورة التعاون الدولي للحفاظ على الحياة الفطرية.

## اليوم العالمي للطيور المهاجرة 2020
تم إطلاقه في عام 2006 بتنسيق من هيئة الأمم المتحدة للبيئة، يتم الاحتفال به سنويًا. يهدف إلى الحفاظ على الطيور المهاجرة وموائلها حول العالم.

## وصلات خارجية
- اليوم العالمي للطيور المهاجرة على موقع الأمم المتحدة.